# Otoci Škrda i Maun
Otoci Škrda i Maun este o arie protejată (sit de importanță comunitară — SCI) din Croația întinsă pe o suprafață de 606,64 ha, integral marine.

## Localizare
Centrul sitului Otoci Škrda i Maun este situat la coordonatele 44°26′13″N 14°55′05″E / 44.437°N 14.918°E.

## Înființare
Situl Otoci Škrda i Maun a fost declarat sit de importanță comunitară în iulie 2013 pentru a proteja un număr necunoscut de specii din flora spontană și fauna sălbatică aflate în arealul zonei.

## Biodiversitate
Situată în ecoregiunea marină mediteraneană, aria protejată conține 1 habitat natural: Straturi cu Posidonia (Posidonion oceanicae).
La baza desemnării sitului se află un număr nedeclarat de specii protejate.